# Fuldaschleuse Wolfsanger
Die Fuldaschleuse Wolfsanger ist ein FFH- und Naturschutzgebiet in der hessischen Stadt Kassel.

## Allgemeines
Das Naturschutzgebiet mit der Gebietsnummer 1633105 ist rund 14 Hektar groß. Es ist deckungsgleich mit dem gleichnamigen FFH-Gebiet und Bestandteil des EU-Vogelschutzgebietes „Fuldaaue um Kassel“. Das Naturschutzgebiet grenzt im Norden und Westen an Teile des Landschaftsschutzgebiets „Stadt Kassel“. Das Gebiet steht seit dem 1. Januar 1985 unter Naturschutz.

## Beschreibung
Das Naturschutz- und FFH-Gebiet liegt im Osten der Stadt Kassel. Es umfasst die linksseitige Fuldaaue im Bereich der früheren Schleuse Wolfsanger. Das Gebiet wurde als Ausgleichsmaßnahme für den Bau der im April 1980 in Betrieb genommenen Staustufe Wahnhausen, bei dem wertvolle Auenbiotope verloren gingen, aufgewertet. Bei den Maßnahmen wurden unter anderem eine Insel und eine Halbinsel mit einem Flachwasserbereich angelegt, die sich rasch zu einem Rastgebiet für ziehende Wasservögel entwickelten. Am Ufer der Fulda, rund um den Flachwasserbereich und im Westen des Naturschutzgebietes sind Auwaldstrukturen ausgebildet. Hier stocken unter anderem Bruchweide, Schwarzerle und Traubenkirsche. Auf höher gelegenen Standorten gesellen sich Stieleiche und Flatterulme dazu. Die Strauchschicht der Auwälder wird von Hopfen, Rotem Hartriegel, Gewöhnlichem Schneeball und Schwarzem Holunder gebildet. In der Krautschicht siedeln unter anderem Hainsternmiere, Scharbockskraut, Buschwindröschen, Gundermann, Gewöhnlicher Gilbweiderich, Große Brennnessel, Mädesüß, Giersch, Gewöhnlicher Beinwell, Knolliger Kälberkropf, Rohrglanzgras und Sumpfrispengras. An Säumen und entlang der Fulda sind auch Hochstaudenfluren aus Mädesüß, Blutweiderich, Schwertlilie, Geflügelter Braunwurz und Gemeinem Wolfstrapp ausgebildet. Im Westen des Naturschutzgebietes und nordöstlich des Flachwasserbereichs sind Grünländer zu finden. In das Gebiet sind die Neophyten Drüsiges Springkraut und Riesenbärenklau eingewandert. Das Drüsige Springkraut bildet stellenweise dichte Bestände.
Das Gebiet beherbergt verschiedene Amphibien und Reptilien, darunter Kammmolch, Teichmolch, Bergmolch, Erdkröte, Grasfrosch und verschiedene Wasserfrösche, Zauneidechse, Waldeidechse, Blindschleiche und Ringelnatter. Weiterhin sind hier verschiedene Tagfalter, Heuschrecken und Libellen heimisch. Tagfalter sind beispielsweise durch C-Falter, Ulmenzipfelfalter und Dunklen Wiesenknopf-Ameisenbläuling, Heuschrecken durch Grünes Heupferd, Gemeine Strauchschrecke und Gemeinen Grashüpfer und Libellen durch die Gebänderte Prachtlibelle vertreten
Bei Kartierungen wurden rund 120 Vogelarten im Naturschutzgebiet festgestellt, von denen 40 regelmäßig und 13 unregelmäßig hier brüten, darunter Teichrohrsänger, Gartenrotschwanz, Gelbspötter, Grauschnäpper, Feldschwirl, Rohrammer und Grauspecht.
Das Naturschutzgebiet wird nach Norden abschnittsweise von einer Landesstraße begrenzt.

## Anmerkung
1. ↑  In der Naturschutzverordnung ist die Größe mit circa 21 Hektar angegeben. Gemäß Grunddatenerhebung ist das Gebiet circa 14 Hektar groß.